# 桂奈美
桂 奈美（かつら なみ、1945年9月2日 - ）は、日本の女優、元モデルである。本名不明。

## 人物・来歴

### 成人映画の時代
1945年（昭和20年）9月2日、第二次世界大戦の終戦直後の東京都に生まれる。
学歴等は不明であるが、最初のキャリアは写真モデルであった。『日本映画俳優全集・女優編』は、1965年（昭和40年）7月4日に公開された成人映画『熱い夜』（監督岡野進）で映画界にデビューしたとしているが、デジタル・ミームが所蔵する16mmフィルム上映用プリントのリストには、桂をメインにキャスティングした作品として『女の十戒』（監督片岡均）が挙げられており、同作は、『熱い夜』に先行する1964年（昭和39年）6月に公開されている。『日本映画発達史』の田中純一郎は、同書のなかで黎明期の成人映画界のおもな出演者として、扇町京子、橘桂子、城山路子（光岡早苗と同一人物）、内田高子、香取環、新高恵子、松井康子、西朱実、朝日陽子、火鳥こずえ、華村明子、森美沙、湯川美沙、光岡早苗、路加奈子、有川二郎、里見孝二、川部修詩、佐伯秀男の名を挙げているが、桂の名は挙げられていない。しかしながら桂は、同様に黎明期のおもな脚本家・監督として挙げた人物のうち、藤田潤一が岡野進の名で監督した初期作『熱い夜』、あるいは水野洽が片岡均の名で初めて独立系成人映画を監督した作品である『女の十戒』に出演しており、『漁色』（監督沢賢介、1965年7月28日公開）や『女の林』（監督山崎福二郎、1965年8月25日公開）ではすでに主演している、独立系成人映画の黎明期の女優である。
1966年（昭和41年）9月、国映が香取環、松井康子、谷口朱里、可能かず子、飛鳥公子、清水世津、奈加公子、美矢かほる、橘桂子といった成人映画スター女優を結集した『悲器』（監督湯浅浪男）を公開、桂もこれに出演した。1968年（昭和43年）7月10日には、まだロマンポルノを開始していない時期の日活が配給した外部作品の成人映画『艶説 明治邪教伝』（監督土居通芳）が公開され、桂はこれに出演している。同作は、高橋昌也の相手役として内田高子が出演したほか、千月のり子、梓マリといった独立系の女優が多く出演した。同年10月26日に松竹が配給して公開された『恐喝こそわが人生』は、東映東京撮影所出身の深作欣二が松竹大船撮影所で監督した作品であり、これにも桂は出演している。同作は桂が出演した、最初で最後の成人指定されていない「一般映画」である。
実演の舞台にも出演しており、東京・有楽町の日劇ミュージックホールで1967年（昭和42年）に上演された『蒼い海辺にピンクのヴィーナス』（構成・演出平田稲雄）に出演している。同時期に日劇ミュージックホールの舞台に上がった独立系の女優には、桂のほか、内田高子、二條朱実らがいる。
1970年（昭和45年）1月に公開された『アッ!とおどろくセックスパトロン』（監督関孝二）に主演した記録が残っているが、同作以降の劇場用映画、テレビ映画ともに出演歴が見当たらない。ただしこの時期の作品記録が掲載されている『映画年鑑 1973』において、独立系の映画作品については監督名や製作・配給会社名以外記載されておらず、この時期の出演者が概して不明である。満25歳になる年であった。以降の消息は知られておらず、存命であれば2014年（平成26年）には満69歳である。

### 再評価
2005年（平成17年）7月、シネマアートン下北沢で行なわれた「大和屋竺作品集」の特集上映で、主演作『引き裂かれたブルーフィルム』（監督東元薫）が上映された。2009年（平成21年）3月14日 - 同年5月15日にラピュタ阿佐ヶ谷で行なわれた「60年代まぼろしの官能女優たち」の特集上映で、『悲器』（5月9日 - 同15日）が16mmフィルム版上映用プリントで上映された。2010年（平成22年）6月19日 - 同年7月9日にシネマヴェーラ渋谷で行なわれた「足立正生の宇宙」の特集上映で、『堕胎』（監督足立正生）が35mmフィルムニュープリントで上映された。2012年（平成24年）9月28日 - 同29日、神戸映画資料館で行われた「プロ鷹クロニクル PART-1」特集上映では主演作『或る色魔』（監督木俣堯喬）が、同じく9月30日 - 10月1日の「プロ鷹クロニクル PART-2」特集上映では『裸体の街』（監督木俣堯喬）が、それぞれ16mmフィルム版上映用プリントで上映された。

## フィルモグラフィ
クレジットはすべて「出演」である。東京国立近代美術館フィルムセンター（NFC）、デジタル・ミーム等の所蔵・現存状況についても記す。
- 『女の十戒』 : 監督片岡均、共演三橋陽子、製作轍プロダクション、1964年6月公開（成人映画・映倫番号 不明） - 主演、80分の上映用プリントをデジタルミームが所蔵[13]
- 『熱い夜』 : 製作吉野達弥、監督岡野進、主演上原美奈子、製作東京放映、配給新東宝興業、1965年5月審査・7月4日公開（成人映画・映倫番号 14047） - 出演
- 『漁色』 : 監督・脚本沢賢介、共演武藤周作・真山くみ子・扇町京子、製作三協、配給センチュリー映画社、1965年7月28日公開（成人映画・映倫番号 14093） - 主演・「理恵」役
- 『女の林』 : 監督山崎福二郎（鶴巻次郎とも[2]）、共演朝日陽子、製作国際ビデオ、配給新東宝映画、1965年8月25日公開[2]（10月公開とも、成人映画・映倫番号 14099） - 主演
- 『贅肉』 : 製作菜穂俊一・矢元照雄、監督遠藤芙未夫、脚本奥脇敏夫、製作ナオプロダクション、配給国映、1965年12月公開（成人映画・映倫番号 14292） - 主演
- 『女肌』 : 製作佐原能明、監督甲斐清二、製作北星映画、配給ゼネラル映画、1966年1月公開（成人映画・映倫番号 14328、14340とも[2]） - 主演[4]
- 『血は太陽よりも赤い』 : 企画・監督若松孝二、脚本大谷義明、製作若松プロダクション、配給NSP、1966年3月公開（成人映画・映倫番号 14425）
- 『女のふくらみ』 : 監督鶴巻次郎、製作メトロ芸能社映画部、配給関東映配、1966年7月公開（成人映画・映倫番号 14582） - 主演[4]
- 『あなたの留守に?』 : 監督小川欽也、主演新高恵子、製作・配給大蔵映画、1966年8月公開（成人映画・映倫番号 14610）
- 『悲器』 : 製作矢元照雄、監督湯浅浪男、主演香取環・松井康子、製作湯浅プロダクション、配給国映、1966年9月公開（成人映画・映倫番号 不明） - 出演、16mmフィルム版プリントが現存[25]、84分の上映用プリントが現存しハミングバードがVHS発売
- 『赤い情事』 : 製作鷲尾飛天丸、主演内田高子、製作・配給日本シネマ、1966年10月公開（成人映画・映倫番号 14664） - 出演、77分の上映用プリントをNFCが所蔵[7]
- 『堕胎』 : 企画・製作若松孝二、監督足立正生、脚本大谷義明、主演寺島幹夫・園生玲子、製作若松プロダクション、1966年11月1日公開（成人映画・映倫番号 不明） - 出演・「千石紀子」役、22分の上映用プリント断片をNFCが所蔵[7]、75分の上映用プリント（ニュープリント）が現存[26]、ジャパンエンタープライズがVHSを発売
- 『媚薬の罠』 : 製作矢元照雄、監督関孝二、共演美矢かほる、製作新日本映画、配給国映、1966年11月公開（成人映画・映倫番号 不明） - 主演
- 『好色番外地』 : 監督関孝司、製作・配給日本シネマ、1967年公開（成人映画・映倫番号 不明） - 主演、59分の上映用プリントをNFCが所蔵[7]
- 『色道仁義』 : 企画岸信太郎、製作山辺信雄、監督三樹英樹、脚本団鬼六、主演野上正義・清水世津、製作ヤマベプロダクション、配給日本シネマ、1968年3月公開（成人映画・映倫番号 15295） - 出演・「マリ」役
- 『恐怖のサディスト 異常性犯罪』（『異常性犯罪』[8]） : 監督関孝司、主演渚マリ、製作新日本映画、配給国映、1968年4月公開（成人映画・映倫番号 15312）
- 『猟奇 色情夜話』 : 監督梅沢薫、製作・配給日本シネマ、1968年5月公開（成人映画・映倫番号 15379） - 主演[4]、60分の上映用プリントをNFCが所蔵[7]
- 『艶説 明治邪教伝』 : 製作柴田輝二、監督土居通芳、製作テアトルプロダクション、配給日活、1968年7月10日公開（成人映画・映倫番号 15437） - 出演・「おみつ」役
- 『新 人生四十八手裏表』 : 企画・製作上松宗夫、監督東元薫（梅沢薫）、製作上松プロダクション、配給日映、1968年8月公開（成人映画・映倫番号 15451） - 主演
- 『未亡人責め』 : 企画・製作上松宗夫、監督山下治、主演水上リサ、製作上松プロダクション、配給日映、1968年8月公開（成人映画・映倫番号 15481） - 出演・「園子」役
- 『色くるい』 : 製作・監督・脚本沢賢介、主演清水世津・祝真理、製作サワプロダクション、1968年9月公開（成人映画・映倫番号 15473） - 出演・「絹代」役
- 『穴地獄』 : 監督東元薫（梅沢薫）、製作・配給日映、1968年10月公開（成人映画・映倫番号 15514） - 主演
- 『恐喝こそわが人生』 : 監督深作欣二、主演松方弘樹・佐藤友美、製作松竹大船撮影所、配給松竹、1968年10月26日公開（映倫番号 15569） - 出演・「リカ」役
- 『孤島のうめき』 : 監督関孝二、製作大東放映、配給関東ムービー配給社、1968年12月公開（成人映画・映倫番号 15486） - 主演、60分の上映用プリントをデジタルミームが所蔵[13]
- 『或る色魔』 : 企画・監督・脚本木俣堯喬、共演鶴岡八郎・林美樹、製作・配給プロダクション鷹、1968年公開（成人映画・映倫番号 不明） - 主演・「妻康子」役、57分の16mmフィルム版プリントが現存[27]
- 『肉魔』 : 監督三樹英樹、製作ヤマベプロダクション、1968年公開（成人映画・映倫番号 不明） - 主演[4]
- 『狂った夫婦生活』 : 監督北見一郎、製作・配給国映、1968年公開（成人映画・映倫番号 不明） - 主演[4]
- 『セックス』 : 監督小川欽也、主演林美樹、製作・配給大蔵映画、1968年公開（成人映画・映倫番号 不明） - 出演・「大山良江」役
- 『牝蛇』 : 監督武田有生、製作二〇世紀プロダクション、1968年公開（成人映画・映倫番号 不明） - 主演
- 『お妾女高生』 : 製作馬場内弘、監督佐々木元、製作・配給日本シネマ、1968年公開（成人映画・映倫番号 不明） - 主演、63分の上映用プリントをNFCが所蔵[7]
- 『肉体の餌』 : 製作鷲尾飛天丸、監督梅沢薫、主演港雄一・林美樹、製作・配給日本シネマ、1968年公開（成人映画・映倫番号 不明） - 出演、67分の上映用プリントをNFCが所蔵[7]
- 『性の悪徳』 : 監督北見一郎、製作小倉プロダクション、配給国映、1968年12月公開（1971年公開とも、成人映画・映倫番号 15598）
- 『知りすぎた女高生』 : 監督向井寛・佐々木元、主演ハニーレーヌ、製作日本芸術協会、配給中央映画、1969年1月公開（成人映画・映倫番号 不明） - 出演、72分の上映用プリントをNFCが所蔵[7]
- 『寝強犯』 : 製作上松宗夫、監督東元薫（梅沢薫）、製作上松プロダクション、配給日映、1969年2月公開（成人映画・映倫番号 15736） - 主演
- 『色道無宿』 : 製作馬場内弘、監督結城康生、主演辰巳典子、製作・配給日本シネマ、1969年3月公開（成人映画・映倫番号 15796） - 出演、65分の上映用プリントをNFCが所蔵[7]
- 『破れた肉体』 : 監督結城康生、製作・配給日本シネマ、1969年4月公開（成人映画・映倫番号 15834） - 主演[4]・「津川園子」役
- 『裸体の街』 : 企画・監督・脚本木俣堯喬、共演田中小実昌、製作・配給プロダクション鷹、1969年5月公開（成人映画・映倫番号 15836） - 出演、55分の16mmフィルム版プリントが現存[27]
- 『ピカピカハレンチ』 : 製作矢田照彦、監督関孝二、主演辰巳典子、製作関プロダクション、配給国映、1969年6月公開（成人映画・映倫番号 15890）
- 『昭和元禄 おいろけ女忠臣蔵』（『おいろけ女忠臣蔵』[8]） : 監督新藤孝衛、主演小島マリ、製作青年芸術映画協会、配給関東ムービー配給社、1969年6月公開（成人映画・映倫番号 15870）
- 『引き裂かれたブルーフィルム』 : 監督東元薫（梅沢薫）、脚本日野洸、共演津崎公平・野上正義、製作朝倉プロダクション、配給国映、1969年8月14日審査・公開（成人映画・映倫番号 不明） - 主演[4]・「美那」役、上映用プリントが現存
- 『乳房で勝負』 : 監督関孝二、製作新日本映画、配給国映、1969年9月16日審査・公開（成人映画・映倫番号 不明） - 主演[4]
- 『極道女子学生 処女無残』 : 監督淵野繁夫、主演麻紀れい子、製作・配給シネフロント（ニュウフロントとも[3]）、1969年11月26日審査・公開（成人映画・映倫番号 不明） - 出演・「義母佳子」役
- 『秘密クラブの女』 : 監督関孝二、製作・配給日本シネマ、1969年12月3日審査・公開（成人映画・映倫番号 16148） - 主演[4]、66分の上映用プリントをNFCが所蔵[7]
- 『アッ!とおどろくセックスパトロン』[3]（『セックスパトロン』[7]『セックスパトロン・アッ!とおどろく』[1]） : 監督関孝二、共演野上正義、製作・配給日本シネマ、1970年1月13日審査・公開（成人映画・映倫番号 16209） - 主演[4]、70分・『セックスパトロン』題の上映用プリントをNFCが所蔵[7]

## ビブリオグラフィ
国立国会図書館蔵書等にみる書誌である。
- 巻頭ピンナップ : 『成人映画』第3号所収、現代工房、1965年10月発行
- グラビア : 『ユーモアグラフ』昭和41年6月号所収、パン・フォト・プレス、1966年6月発行
- 「あるヌード女優の遍歴」桂奈美 : 『週刊新潮』昭和41年12月3日号（48号）所収、新潮社、1966年12月3日発行
- グラビア : 『チャーム・フォトDELUXE』昭和42年1月号所収、パン・フォト・プレス、1967年1月発行
- グラビアカラーピンナップ : 『漫画読本』昭和42年7月号所収、文藝春秋、1967年7月発行
- 『成人映画』41号、現代工房、1969年6月発行、表紙
- 「ベッドでインタビュー」桂奈美 : 『プレイパンチ』昭和45年3月臨時増刊号所収、檸檬社、1970年3月発行
- 「ワイド特集 ピンク映画女優の世界」桂奈美・一星ケミ・白川和子・小島マリ : 『Pocketパンチ Oh!』昭和45年3月号所収、平凡出版、1970年3月発行
- 『Pocketパンチ Oh!』昭和45年12月1日号所収、平凡出版、1970年12月1日発行